# ارچیم

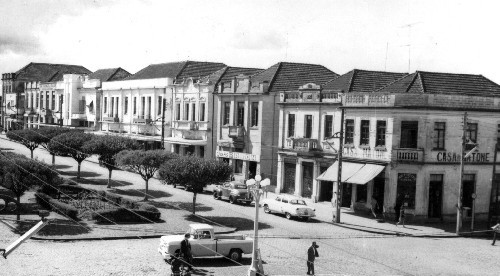
میدان مائوریسیو کاردوسو در دهه 1920

ارچیم (به پرتغالی: Erechim) یک منطقهٔ مسکونی در برزیل است که در ریو گرانده جنوبی واقع شده‌است. ارچیم ۴۳۰٬۷۶۴ کیلومتر مربع مساحت و ۱۰۶٬۶۳۳ نفر جمعیت دارد و ۷۸۳ متر بالاتر از سطح دریا واقع شده‌است.